# Madonna mit Kind (Saarburg)

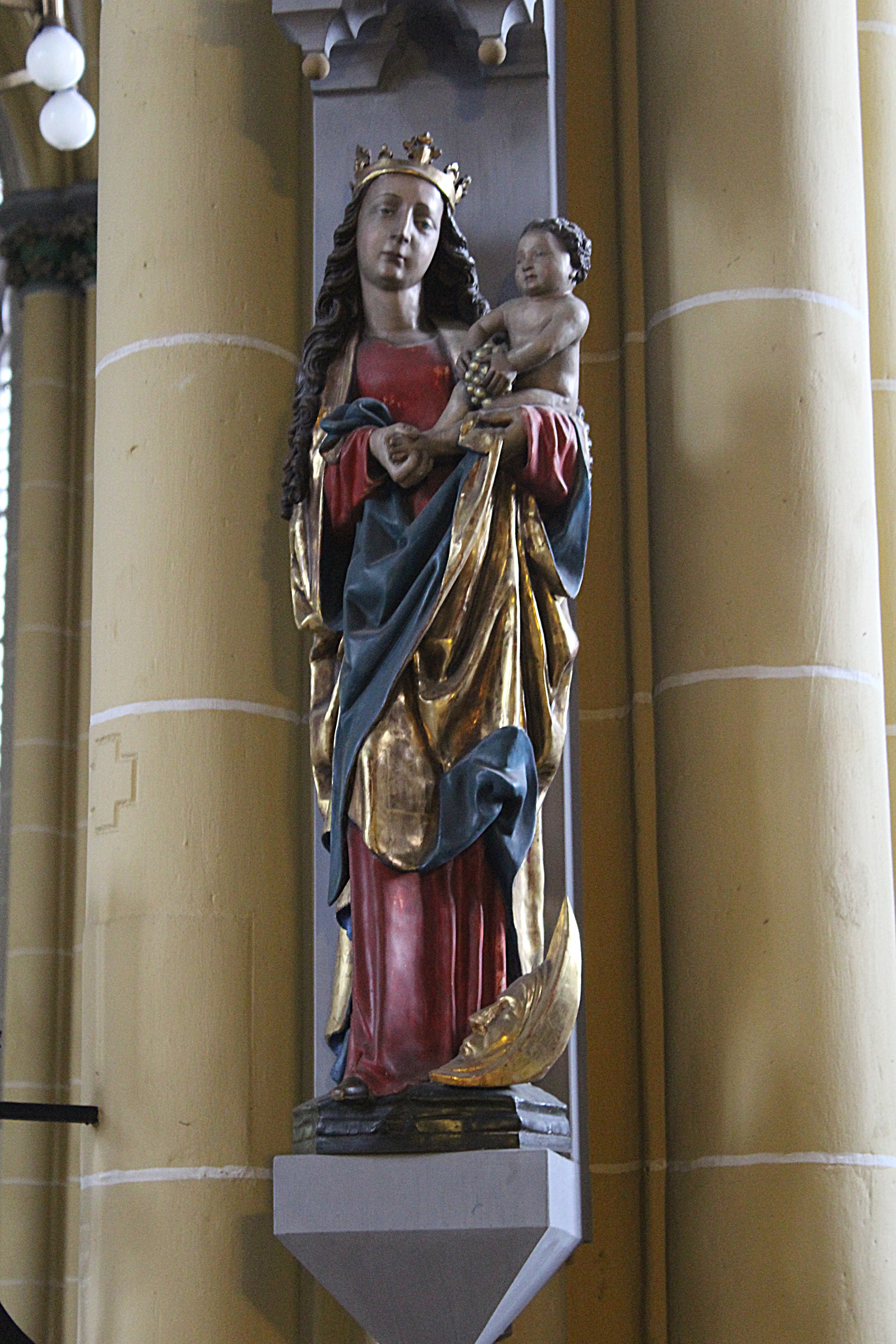
Madonna mit Kind in Saarburg

Die Skulptur Madonna mit Kind in der Kirche St. Laurentius in Saarburg, einer Stadt im Landkreis Trier-Saarburg in Rheinland-Pfalz, wurde Ende des 15. Jahrhunderts geschaffen. Die gotische Skulptur aus Holz ist 1,20 Meter hoch. Sie wurde 1923 neu gefasst. 
Maria besitzt einen ruhigen, trauervollen Blick, die Halspartie ist hoch und etwas steif gestaltet. Der Mantel, über den das lange lockige Haar herabfällt, besitzt eine belebte Faltengebung. Die Mondsichel zu ihren Füßen verdeckt ein Bein. Mit der rechten Hand fasst Maria einen Fuß des Jesuskindes, das unbekleidet auf dem Arm sitzt und eine Traube in den Händen hält.